# Hosam Aiesh
Hosam Aiesh (* 14. April 1995 in Göteborg) ist ein syrisch-schwedischer Fußballspieler. Der Mittelfeldspieler gewann 2017 mit Östersunds FK den schwedischen Landespokalwettbewerb.

## Werdegang
Aiesh begann mit dem Fußballspielen beim Azalea BK, den er als Jugendlicher in Richtung BK Häcken verließ. Im März 2013 debütierte er im Rahmen eines Pokalspiels in der Wettkampfmannschaft, sein Debüt im Ligabetrieb absolvierte er im Rahmen des Allsvenskan-Spiels gegen Falkenbergs FF im Mai 2014 als Einwechselspieler für Björn Anklev. Nachdem er bis zum Sommer keinen weiteren Spieleinsatz verbuchen konnte, verlieh ihn der Klub bis zum Saisonende an Varbergs BoIS in die zweitklassige Superettan. Hier bestritt er elf Spiele und erzielte ein Tor, mit der Mannschaft belegte er zum Ende der Zweitliga-Spielzeit 2014 den siebten Tabellenplatz. Damit spielte er sich in die schwedische U-19-Auswahlmannschaft, für die er zwischen Oktober 2014 und Oktober 2015 drei Länderspiele bestritt.
Im November 2014 nahm der seinerzeitige Zweitligist Östersunds FK Aiesh unter Vertrag. Am Ende der Zweitliga-Spielzeit 2015, in der er 24 Ligaspiele – davon jedoch lediglich vier über die komplette Spieldauer – bestritten hatte, stieg er mit dem Klub erstmals in der Vereinsgeschichte in die Allsvenskan auf. In der folgenden Spielzeit lief er sowohl für Östersunds FK als auch den Kooperationsverein Varbergs BoIS auf, so dass er einerseits 15 Einsätze in der höchsten und zwölf Einsätze in der zweithöchsten Spielklasse verbuchte. Anfang 2017 verlängerte er seinen Vertrag bei Östersunds FK bis 2020. In der Folge etablierte er sich unter Trainer Graham Potter im Erstligakader und stand auch im Pokalfinale im Mai des Jahres gegen IFK Norrköping in der Startformation. Beim 4:1-Erfolg erzielte er den Treffer zum 2:0-Zwischenstand. Mit dem ersten landesweiten Titelgewinn qualifizierte sich die Mannschaft auch erstmals für den Europapokal. In der UEFA Europa League 2017/18 erreichte die Mannschaft anschließend nach Erfolgen über Galatasaray Istanbul, CS Fola Esch und PAOK Thessaloniki die Gruppenphase.
Im August 2017 wurde Aiesh erstmals für die palästinensische Nationalmannschaft nominiert, nachdem die Verbandsverantwortlichen nach einem Interview im Anschluss an das Pokalfinale wegen einer Aussage zu Palästina auf ihn aufmerksam geworden waren.

## Erfolge
Östersunds FK
- Schwedischer Pokalsieger: 2017

IFK Göteborg
- Schwedischer Pokalsieger: 2020